# 함박항 (거제시)
함박항은 경상남도 거제시 동부면 가배리에 있는 어항이다. 2003년 2월 3일 어촌정주어항으로 지정하여 관리하고 있다. 시설관리자는 거제시장이다.

## 어항 연혁
- 가배의 서쪽 함미기에서 쪽박금, 함박금에 이르는 길다란 땅끝의 안개가 함지박의 형상이라 함박금(含朴金)마을이라 하였다.

## 어항 구역
- 수역: 미지정(거제시 동부면 가배리 818-5번지 수역)
- 육역: 미지정

## 어항 시설
- 물양장, 선착장

## 주요 어종
- 우럭, 농어, 참돔